# シャルル・クリストフル
シャルル・クリストフル (仏: Charles Christofle、1805年10月25日 - 1863年12月13日）は、フランスの金細工職人、実業家。
金細工商『クリストフル』の創業者である。

## 経歴
シャルル・クリストフルのキャリアは、1820年に彼が15歳のときに義理の兄弟である宝石商、ユーグ・カルメットの見習いになったときに始まる。彼は1830年に経営を引き継ぎ、1845年から銀めっきとギルディングに特化する金細工業務を拡大した。クリストフルはすでに1839年にはフランス最大の宝石商のひとつとなっており、50名の従業員を雇用していた。彼は自社の製品を南アフリカにも輸出し、1842年にイギリス人のヘンリーとジョージ・リチャーズ・エルキントンの金銀電解めっき法の特許権を購入、1846年から銀器の完全な自社生産を始めた。
シャルル・クリストフルは1863年に死去し、事業は息子であるポール・クリストフルと甥のアンリ・ブーレ（1830 - 1910年）によって引き継がれた。二人はプロイセン出身のロシアの化学者、モーリッツ・フォン・ヤコビが考案した、ガタパーチャを用いる金属成形法を導入して事業を拡大した。

## デザイン

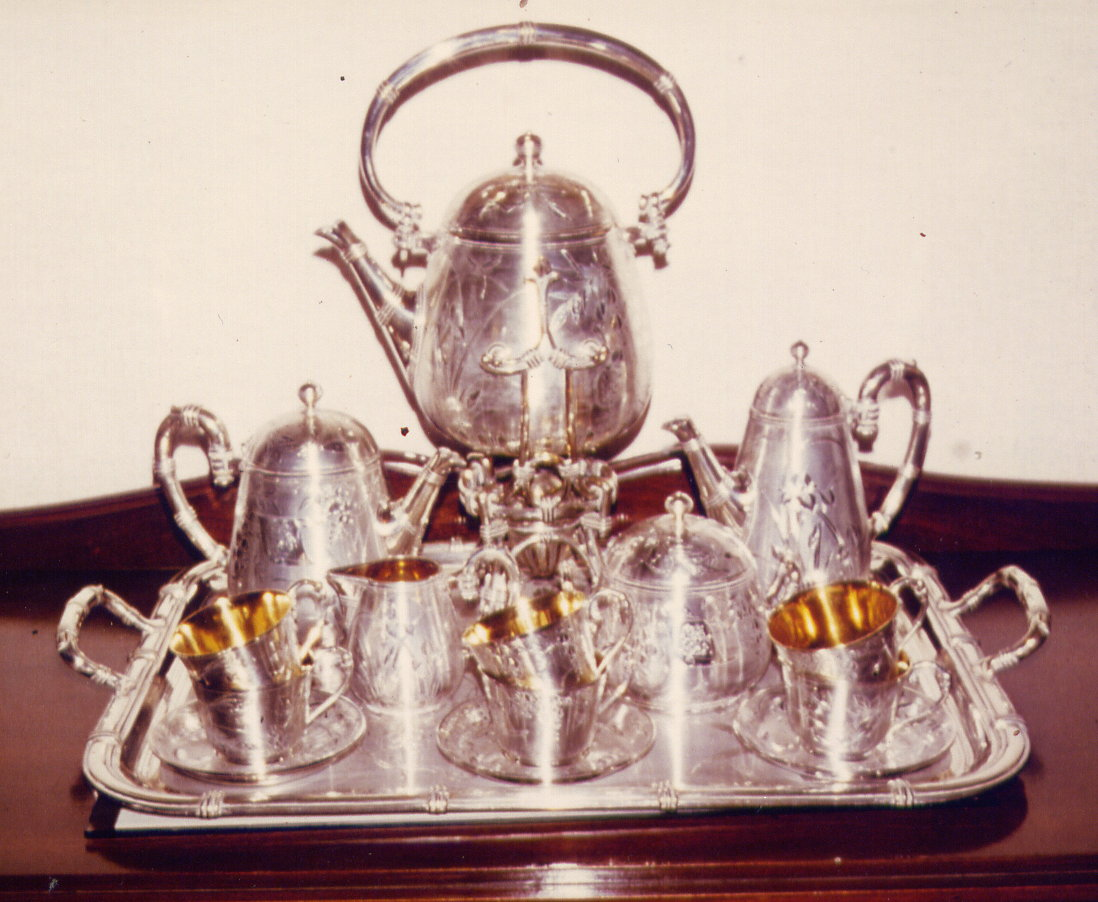
クリストフルのコーヒーセット (1875年)
洋梨型ポット・藤蝶紋・竹型ハンドル

クリストフル製品のバスレリーフ（浅浮き彫り）は、彫刻家のオスカル・ロティ（1846 - 1911年）によって施された · 。

## 参考文献

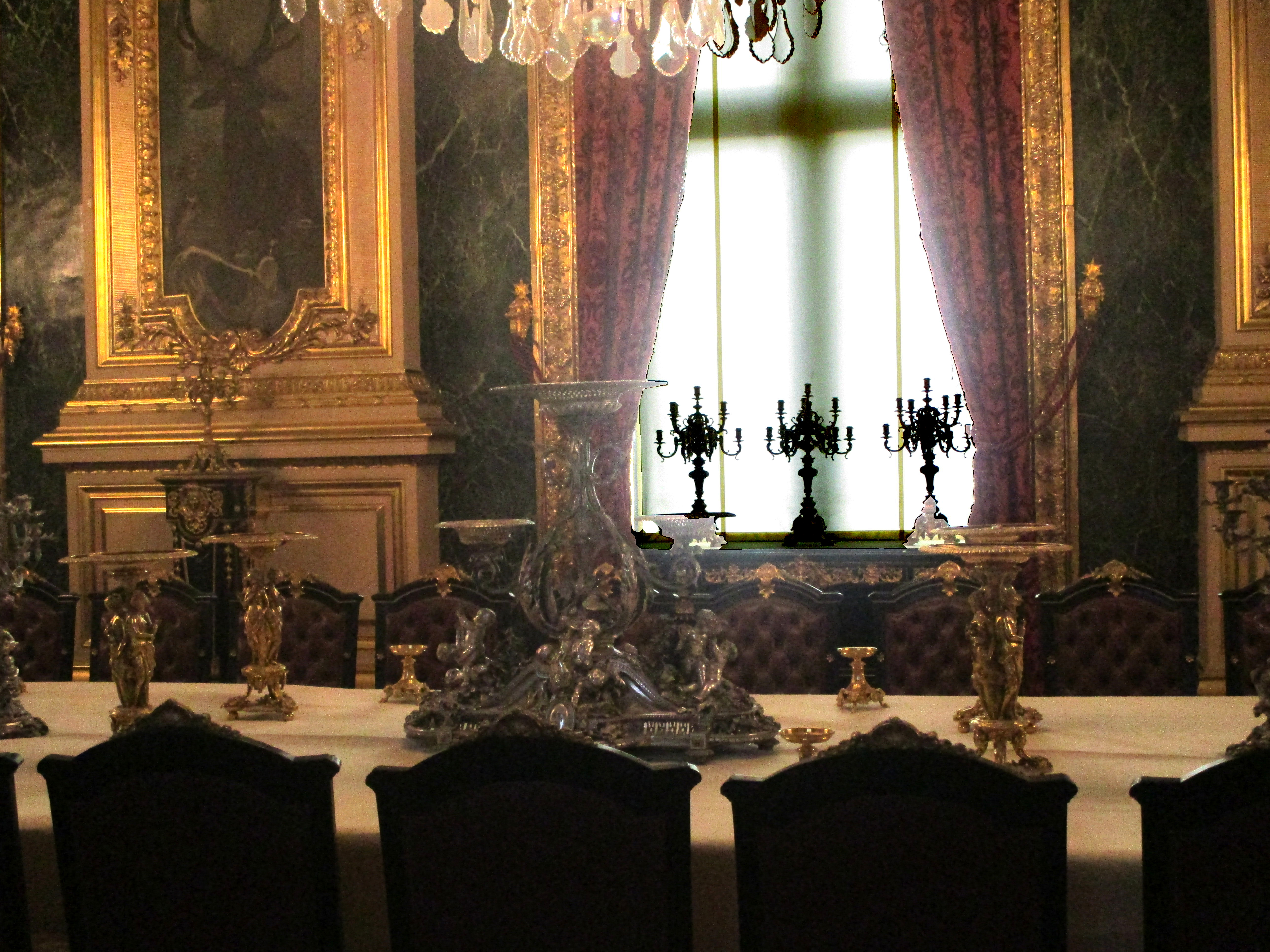
ルーヴル美術館の83室に再現展示されたナポレオン3世の1853年当時のラージ・ダイニングルーム。テーブルウェアはクリストフル製品である。